# Jørgen Vodsgaard
Jørgen Vodsgaard (født 22. oktober 1942 i Feldingbjerg, Viborg) er en tidligere dansk håndboldspiller som deltog under Sommer-OL 1972. Han spillede håndbold for klubben Aarhus KFUM.
Han er 191 cm høj og spillede playmaker.
Ved siden af håndbolden spillede han også basketball i Skovbakken.
Han var en ledende figur under VM 1967 hvor Danmarks håndboldlandshold vandt en sølvmedalje. I 1972 var han med på Danmarks håndboldlandshold som endte på en trettendeplads under Sommer-OL 1972. Han spillede i fire kampe og scorede tre mål.
Han er også kendt som medstifter og administrerende direktør (CEO 1969-1992) for de danske sportstøjsmærke Hummel A/S (Hummel International Sport and Leisure).